# Ellison Onizuka
Ellison Shoji Onizuka (鬼塚 承次, Onizuka Shōji, Kealakekua, 24 de junho de 1946 – Cabo Canaveral, 28 de janeiro de 1986) foi um astronauta norte-americano que morreu durante a explosão do Ônibus Espacial Challenger em janeiro de 1986.

## Biografia
Formado em engenharia aeroespacial, Onizuka serviu como engenheiro de vôo na Força Aérea dos Estados Unidos trabalhando com diversos tipos de aviões militares. Selecionado para o programa espacial em 1978, passou um ano em treinamentos e foi destacado para integrar a equipe de apoio em terra das duas primeiras missões do Ônibus Espacial Columbia.
Sua primeira ida ao espaço se deu na nave Discovery, em janeiro de 1985, na primeira missão de caráter exclusivamente militar do ônibus espacial. Um ano depois, ele integraria a fatídica missão STS 51-L da nave Challenger, que explodiu no ar 73 segundos após o lançamento, devido à fadiga material de um pequeno anel de vedação de um dos gigantescos tanques de combustível que acompanham o Ônibus Espacial durante a subida, causando a morte de todos os sete tripulantes.